# Günther Beck
Günther Beck (Innsbruck, 31 dicembre 1976) è un ex biatleta austriaco.
È marito di Martina, a sua volta biatleta di alto livello.

## Biografia
In Coppa del Mondo ottenne il primo risultato di rilievo l'11 dicembre 1997 a Östersund (54°) e l'unica vittoria, nonché unico podio, il 5 dicembre 1999 a Hochfilzen.
In carriera prese parte a due edizioni dei Campionati mondiali (9° nella staffetta a Oslo/Lahti 2000 il miglior risultato).

## Palmarès

### Coppa del Mondo
- Miglior piazzamento in classifica generale: 73º nel 2001
- 1 podio (a squadre[2]):
  - 1 vittoria

#### Coppa del Mondo - vittorie
| Data            | Località   | Nazione | Spec.                                                        |
| --------------- | ---------- | ------- | ------------------------------------------------------------ |
| 5 dicembre 1999 | Hochfilzen | Austria | RL (con Wolfgang Perner, Ludwig Gredler e Wolfgang Rottmann) |

Legenda:

RL = staffetta

#### Campionati austriaci
- 4 medaglie[3]:
  - 1 oro (10 km nel 1997)
  - 1 argento (20 km nel 2003)
  - 1 bronzi (20 km nel 1997; 10 km sprint nel 1998)